# Leucania lacteicolor
Leucania lacteicolor là một loài bướm đêm trong họ Noctuidae.